# Discriminação estatística
A discriminação estatística, em administração de recursos humanos, é o que ocorre na seleção de candidatos onde os empregadores avaliam que as características produtivas dos trabalhadores expressadas pela educação, experiência, idade, resultados de testes etc. não são fatores perfeitamente previsíveis para incrementar a produtividade do trabalho.

## Consequências da imprevisibilidade
Dada essa imprevisibilidade dos dados individuais, os empregadores utilizariam uma análise suplementar dos chamados dados do grupo (como os dados qualitativos associados à cor, gênero, idade etc.) nas suas decisões de contratação.
Se os dados de grupo não têm relação com a produtividade real, ou se é sabido que os meios de seleção empregados são menos previsíveis para alguns grupos do que para outros, então temos um caso de discriminação enraizado no preconceito pessoal ou poder de monopólio.

## Influência no nível salarial
Não obstante, a teoria da discriminação estatística prediz que se os empregadores perceberem uma diferença na produtividade relativa média dos negros frente aos brancos, e caso não disponham de um instrumento efetivo de medida da produtividade do trabalhador que for candidato a uma oportunidade ou a melhor posição ocupacional, eles utilizarão a cor da pele como instrumento direto para pagar salários mais baixos aos negros.

## Outras formas de discriminação
Por outro lado, diferentemente da teoria da discriminação proposta por Becker (1971), que se baseava no "gosto pela discriminação", a teoria estatística do racismo e sexismo aplica-se às classes de empregadores que são preconceituosos em contratar ou estabelecer relações de trabalho com negros e mulheres.